# 2 Май
2 Май (рум. 2 Mai) — село у повіті Констанца в Румунії. Входить до складу комуни Ліману.

## Географія
Село розташоване на відстані 210 км на схід від Бухареста, 43 км на південь від Констанци.

### Клімат
| Клімат 2 Мая            | Клімат 2 Мая | Клімат 2 Мая | Клімат 2 Мая | Клімат 2 Мая | Клімат 2 Мая | Клімат 2 Мая | Клімат 2 Мая | Клімат 2 Мая | Клімат 2 Мая | Клімат 2 Мая | Клімат 2 Мая | Клімат 2 Мая | Клімат 2 Мая |
| Показник                | Січ.         | Лют.         | Бер.         | Квіт.        | Трав.        | Черв.        | Лип.         | Серп.        | Вер.         | Жовт.        | Лист.        | Груд.        | Рік          |
| Середній максимум, °C   | 3,7          | 4,9          | 8,1          | 13,8         | 19,3         | 23,8         | 25,9         | 25,8         | 22,4         | 17,0         | 11,6         | 6,4          | 15,2         |
| Середня температура, °C | 0,5          | 1,6          | 4,6          | 9,9          | 15,5         | 20,0         | 22,0         | 21,8         | 18,3         | 13,1         | 8,0          | 3,2          | 11,5         |
| Середній мінімум, °C    | −2,3         | −1           | 2,1          | 6,9          | 12,1         | 16,2         | 18,0         | 17,9         | 14,6         | 9,8          | 5,0          | 0,5          | 8,3          |
| Днів з опадами          | 5            | 5            | 5            | 5            | 6            | 6            | 5            | 3            | 3            | 4            | 6            | 6            | 59           |
| ----------------------- | ------------ | ------------ | ------------ | ------------ | ------------ | ------------ | ------------ | ------------ | ------------ | ------------ | ------------ | ------------ | ------------ |
| Джерело: www.yr.no      |              |              |              |              |              |              |              |              |              |              |              |              |              |

## Населення
За даними перепису населення 2002 року у селі проживали 2248 осіб.
Національний склад населення села:
| Національність   | Кількість осіб | Відсоток |
| ---------------- | -------------- | -------- |
| румуни           | 1847           | 82,2 %   |
| росіяни-липовани | 289            | 12,9 %   |
| татари           | 97             | 4,3 %    |
| турки            | 6              | 0,3 %    |
| угорці           | 5              | 0,2 %    |

Рідною мовою назвали:
| Мова      | Кількість осіб | Відсоток |
| --------- | -------------- | -------- |
| румунська | 1940           | 86,3 %   |
| російська | 210            | 9,3 %    |
| татарська | 87             | 3,9 %    |
| турецька  | 5              | 0,2 %    |